# Lewis Burton
Lewis Burton (* 23. März 1992 in Sidcup) ist ein britischer Tennisspieler aus England.

## Karriere
Burton spielte bis 2010 auf der ITF Juniour Tour etwa 100 Matches. Sein größter Erfolg auf dieser war der Einzug ins Finale beim Grand-Slam-Turnier in Wimbledon im Doppel. Gegen Liam Broady und Tom Farquharson verlor er an der Seite von George Morgan das Finale. Seine beste Platzierung erreichte er mit Rang 172 in der Junioren-Rangliste.
Ab 2010 nahm er auch an Turnieren der Profis teil und dort vor allem an der ITF Future Tour. Bis 2011 hatte er im Doppel bereits vier Futures gewonnen und stand Ende des Jahres in der Weltrangliste auf Platz 518 bzw. Platz 654 im Einzel. Im Einzel spielte er in Istanbul 2012 sein einziges Match auf der ATP Challenger Tour, wo er mit Rang 626 im März des Jahres seine Karrierebestleistung erreichte. Future-Titel im Einzel gewann er keine. Im Doppel wiederum brachte er es auf insgesamt 26 Titel, die meisten davon fielen auf das Jahr 2013, wo er 8 Titel gewann. 2014 stand Burton im Finale des Challengers in Charlottesville, wo er mit seinem Stammpartner Marcus Willis aber verlor. Im November 2014 erreichte er mit Platz 218 zudem seine Höchstplatzierung im Doppel. Zu seinem einzigen Einsatz bei einem Grand-Slam-Turnier kam er 2012 in Wimbledon, wo er sich durch die Qualifikation kämpfte und im Hauptfeld an Steve Darcis und Olivier Rochus scheiterte.